# Paul Belgodère
Pour la commune, voir Belgodère.
Paul Belgodère est un mathématicien et bibliothécaire français, né le 25 février 1921 à Saint-Denis et mort le 27 septembre 1986 à Paris. 

## Biographie
Ancien élève de l'École normale supérieure (section sciences, promotion 1940), il obtint l'agrégation de mathématiques où il fut reçu troisième en 1942 avant d'obtenir un diplôme supérieur de bibliothécaire en 1953. 
Il fut secrétaire-général et bibliothécaire en chef, de l'Institut Henri Poincaré à partir de 1954 et ce jusqu'à sa propre mort en 1986. Pendant cette longue période, il augmenta considérablement les collections de la bibliothèque de l'institut, faisant passer le nombre d’ouvrages de 3000 à 23.000 et celui des périodiques de 120 à 250. La bibliothèque connut dès lors une renommée internationale. Il participa par ailleurs à de nombreuses publications mathématiques.

## Publications
- Fonctions d'une variable complexe, 1940.
- Association française pour l'avancement des sciences, dirigé par Arnaud Denjoy, Paris, 1947.
- Géométries élémentaires et nombres complexes, Lisbonne, 1947.
- Aide-mémoire de calcul différentiel et intégral, Paris, Centre de documentation universitaire, 1949.
- Aide-mémoire de mécanique rationnelle, Paris, Centre de documentation universitaire.
- Colloque Henri Poincaré, Paris, Institut Henri Poincaré, 18-27 octobre 1954, colloque de mathématiques organisé par la Faculté des sciences de Paris, textes des conférences réunis par Paul Belgodère et Denise Lardeux, Paris, Secrétariat mathématique, 1954.
- Aide-mémoire de mathématiques générales, Paris, Centre de documentation universitaire, 1957.
- Conférences de documentation mathématique, 1956.
- Documentation mathématique, 1955.
- Choix d'ouvrages mathématiques, 1955.
- Liste des titres des périodiques régulièrement reçus par la bibliothèque mathématique de l'Institut Henri Poincaré, 1952.
- Liste des titres des périodiques régulièrement reçus par la Société mathématique de France, 1952.
- Adresses d'expédition des échanges et services du Bulletin de la société mathématique de France, 1952.
- Notice sur les titres et travaux scientifiques de Paul Belgodère, 1952.
- Adresses d'expédition, pour affichage, des convocations et informations de la Société mathématique de France, 1952.
- Liste des titres des périodiques régulièrement reçus par la bibliothèque des sciences mathématiques de l'École normale supérieure, 1952.